# Невідома з трояндою
«Невідома з трояндою» — маловідомий портрет пані, котрий створив наприкінці 18 ст. художник Левицький Дмитро Григорович (1735–1822).

## Опис твору
Молода пані з привітним обличчям, далеким від гордовитої пихи привілейованих осіб, дивиться на глядача спокійно, як особи з чистою душею. Вона сперлась рукою на парапет і подана художником на тлі пейзажного парку. Стан молодої пані якось дивно посунуто праворуч, що не зустрічається на інших портретах Дмитра Левицького. Художник майстерно прописав розкішну сукню пані, її зачіску, її мережива, ґудзики та стрічки. Але більш всього погляди приковують її обличчя та рожева троянда. 

## Канва провенансу і дослідження
1990 року портрет демонстрували на виставці «Художник і його збірка» в Москві під умовною назвою «Смолянка з трояндою». Картина належала колекціонеру Олександру Давидовичу Копеловичу, котрий давно мешкав за кордонами ще існувавшого тоді СРСР. Враховуючи високу мистецьку вартість полотна, немолодий тоді Копелович передав портрет в подарунок Росії, де колись народився. 
Портрет почали детально досліджувати. Коли зняли раму, довідались, що полотно колись було зрізане по периметру і зменшене. Саме цьому фігура молодої пані якось дивно посунута праворуч і первісно була розташована по центру картини. Ось чому серед зрізаного опинилась і права рука молодички. Апаратні методи дослідження виявили і підпис Левицького ліворуч з датою, що відразу перевело твір в категорію безумовних оригіналів митця. Менша зрізана смуга ліворуч унесла з собою і першу літеру підпису художника «Л». Але вона збережена, як і саме полотно, досить повно.
Дослідники відкинули в назві і слово «смолянка». Паньонка старша за віком від випускниць Смольного інституту шляхетних дівиць, а її зачіска свідчила про другу половину 1780-х років. Зупинились на назві «Невідома з трояндою». 
Підвищення зацікавленості в творчості Дмитра Левицького відбулося на початку 20 століття, коли діяла виставка в Таврійському палаці і 1902 року вийшла з друку монографія Сергія Дягілєва, присвячена творам Дмитра Левицького. Але в книзі Дягілєва згадок про цікавий портрет «Невідомої з трояндою» не знайшли. Згадка була лише від 1922 року, коли відбулась чергова виставка творів уславленого портретиста, влаштована в Третьяковській галереї. Далі картина зникає з поля зору науковців майже на 70 років. Її шлях лежав за кордон разом з еміграцією родини Копеловичів.